# 山下彩耶
山下 彩耶（やました さや、2001年〈平成13年〉12月7日 - ）は、日本のタレント、アイドル。北海道妹背牛町出身。アイドルグループタイトル未定のメンバー。アイドルグループ夢みるアドレセンスの元メンバー、および北海道のローカルアイドルTa-Colorsの元メンバーとして活動していた。

## 略歴
かつては、北海道滝川市を拠点に活動を行っているローカルアイドルTa-Colorsのさや（濃ピンク担当）として活動していた。
アクターズスタジオ北海道本部のスタジオユニット「High Carat」のメンバーとしてレッスンを受けながら夢みるアドレセンスの候補生を経て、夢みるアドレセンスの新メンバーに選ばれた。

### 2015年
- 6月14日、Ta-Colorsシングル「パステルとパラソル」でインディーズデビュー[9]。
- 9月12日、ホーダスタジアム(北海道滝川市)でTa-Colorsさやとしてのラストライブを行う[6]。

### 2016年
- 1月16日、アクターズスタジオ北海道本部「スタジオライブVol.85」に出演[10]。

### 2017年
- 9月10日、「High Carat」として、苗の木Live Vol.22に出演[11]。
- 10月5日、夢みるアドレセンス新メンバー候補生に選ばれたことが発表された[12]。
- 12月18日、東京・AKIBAカルチャーズ劇場で開催されたイベント「『YUMELIVE！-WHO is NEXT？-』FINAL!!」で、水無瀬ゆき、山下彩耶、山口はのんが夢みるアドレセンスの新メンバーとしてお披露目された[13]。

### 2019年
- 1月25日、日本臨床試験学会第10回学術集会総会において、東北大学医学統計学分野ポスター発表「チャリティーライブによる、小児・AYAがん及び臨床試験の啓発活動の有用性 ～Remember Girl’s Power 参加前後の行動変容～」が行われた。この発表において、山下彩耶は、同ライブへ出演した感想を述べた[14][15]。
- 1月27日、第6回日本制服アワード授賞式が行われ、ブロッサムレポート ネクストブレイク賞を受賞した山下彩耶は、女子グランプリの山内寧々らとともに登壇した[16][17][18][19]。

### 2021年
- 10月6日、出身地である北海道妹背牛町の応援大使に就任[3][20][21][22]。
- 12月5日、12月27日のライブで夢みるアドレセンスを卒業することが発表[23]。

### 2023年
- 1月31日、タンバリンアーティスツとの専属契約を終了[24]。
- 10月19日、TSUIMA Inc.所属となったことを発表[25]。

### 2024年
- 12月1日、タイトル未定への加入を発表

## 人物
- 2学年上の姉と妹がいる[26]。
- 小学校1年生から中学校1年生までバドミントンをやっていた[27]。
- 渡辺麻友にあこがれてアイドルになりたいと思っていた[28]。
- メジャーデビューの数年前にTOKYO IDOL FESTIVALを観覧し、そのステージに立つことを目標としていた[29]。
- アイドルやモデルのオーディションを探している中で夢みるアドレセンスの新メンバー募集を知った。モデルとしての志田友美を知っていたことから興味をひかれ、それから夢みるアドレセンスの動画等を見るようになり応募を決めた[30]。
- 好きな曲10曲として挙げた中で、5曲は℃-uteなどのハロー!プロジェクトの楽曲であった。夢みるアドレセンスからは、「ヒロイン」、「メロンソーダ」が挙げられた[31]。
- 好きなキャラクターはマイメロディ[32]。
- 鮭とばやたこわさなどおじさん系(年配の男性が肴とするイメージがある)食べ物が好きである[33]。

## 出演

### テレビ
- 深夜に発見！新ｓｈｏｃｋ感～一度おためしください～（2018年4月22日、29日、テレビ東京）[34][35]
- 芸能人が本気で考えた！ドッキリさせちゃうぞGP（2018年4月6日、フジテレビ）[36][37]

### ラジオ
- ＃とらメロ 荻野可鈴のお金が全て?（2018年1月23日 - 、ラジオNIKKEI第1）ゲスト出演[＃金全 1]

### PV
- 「メロンソーダ」夢みるアドレセンス（2018年）山下彩耶と平井亜門の共演によるドラマ仕立てのMV[38][39][40][41]

### CM
- LIFULL HOME'S 上京編、地元にいながらオンラインで物件を探せる編（2018年） ※ WEB CM [42]

### イベント
- 第6回日本制服アワード授賞式(2019年1月27日、ベルエポック美容専門学校)授賞式とランウェイ[16][17][18][19]
- コミックマーケット102（2023年8月12日 - 13日、東京ビッグサイト）『エレメンタルストーリー』リセのコスプレを披露[1]

## 書籍

### ムック本
- ポトレマガジン 2018年10月号　(2018年10月5日、フォトジェニック) ISBN 978-4907301996 モデル(君の隣のラジかるんと山下彩耶がW表紙)

### ＃とらメロ 荻野可鈴のお金が全て? 出演
1. ↑  “夢みるアドレセンス Twitter(2018年1月23日)”. 2019年1月13日閲覧。
2. ↑  “夢みるアドレセンス Twitter(2018年5月15日)”. 2019年1月13日閲覧。
3. ↑  “夢みるアドレセンス Twitter(2018年5月22日)”. 2019年1月13日閲覧。
4. ↑  “夢みるアドレセンス Twitter(2018年7月24日)”. 2019年1月13日閲覧。
5. ↑  “夢みるアドレセンス Twitter(2018年10月9日)”. 2019年1月13日閲覧。
6. ↑  “夢みるアドレセンス Twitter(2018年10月16日)”. 2019年1月13日閲覧。
7. ↑  “夢みるアドレセンス Twitter(2018年11月27日)”. 2019年1月13日閲覧。
8. ↑  “夢みるアドレセンス Twitter(2019年1月8日)”. 2019年1月13日閲覧。